# Neomochtherus pallipes
Neomochtherus pallipes är en tvåvingeart som först beskrevs av Johann Wilhelm Meigen 1820.  Neomochtherus pallipes ingår i släktet Neomochtherus och familjen rovflugor. Enligt den finländska rödlistan är arten starkt hotad i Finland. Arten har ej påträffats i Sverige. Artens livsmiljö är solbelysta klippor och flyttblock. Inga underarter finns listade i Catalogue of Life.

## Bildgalleri

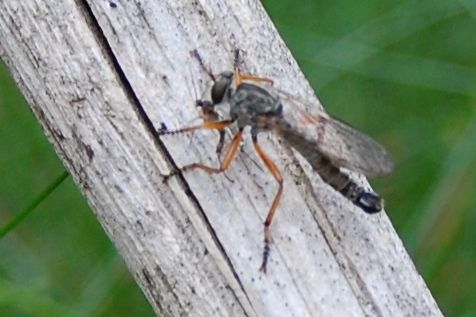
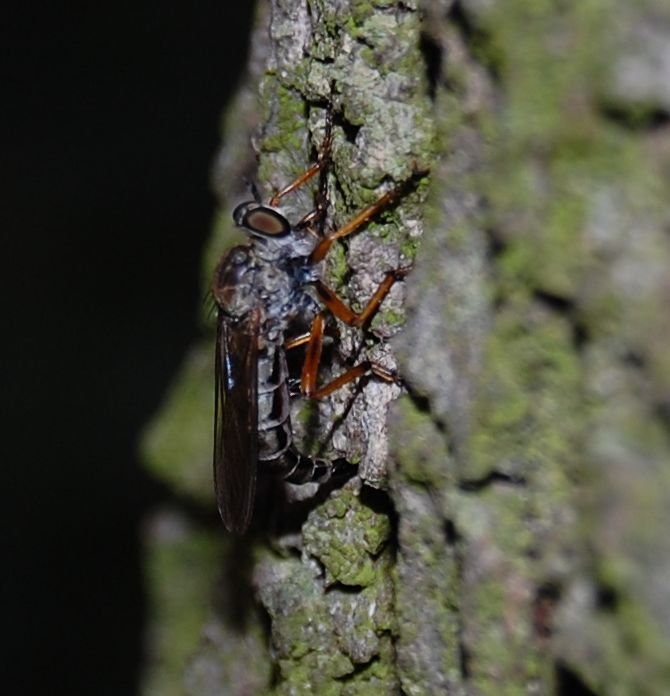
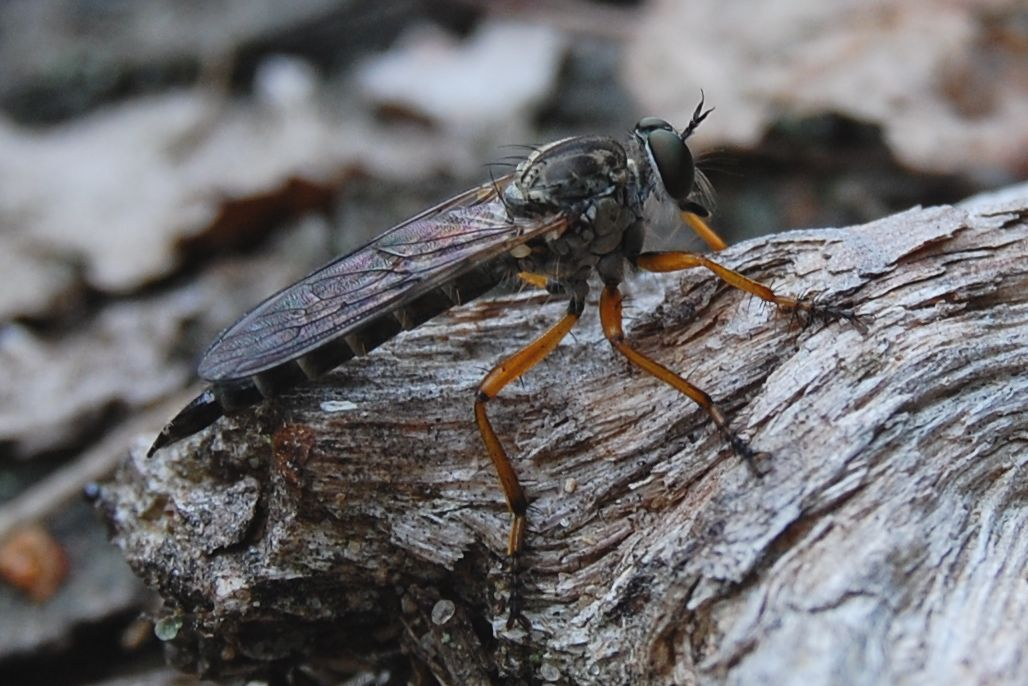